# Nomada ortegai
Nomada ortegai är en biart som beskrevs av Dusmet y Alonso 1915. Nomada ortegai ingår i släktet gökbin, och familjen långtungebin. Inga underarter finns listade i Catalogue of Life.